# Abiodun Obafemi
Abiodun Olugbemiga Obafemi (ur. 25 grudnia 1973 w Lagos) – nigeryjski piłkarz grający na pozycji środkowego obrońcy.

## Kariera klubowa
Karierę piłkarską Obafemi zaczynał w zespole Stationery Stores, w którym w 1992 roku zadebiutował w ekstraklasie Nigerii. W tym samym sezonie wywalczył z tym zespołem mistrzostwo kraju. W Stationery Stores grał jeszcze przez pół roku w 1993, a potem wyjechał do Europy i został zawodnikiem niemieckiej Fortuny Kolonia. W klubie z Kolonii pograł przez rok i następnie przeszedł do Fortuny Düsseldorf. W sezonie 1994/1995 nie zagrał tam jednak ani jednego meczu i latem 1995 został wypożyczony do Toulouse FC. W Ligue 2 rozegrał dobry sezon i zajął z Toulouse 5. miejsce (25 meczów w lidze). Latem 1996 wrócił do Düsseldorfu, jednak pierwszoligowym już klubie rozegrał raptem 1 mecz jako defensywny pomocnik (21 marca 1997 0:4 z VfB Stuttgart). Z Fortuną spadł z ligi, po czym odszedł do SSV Reutlingen 05, grającego w Regionallidze Południowej. W klubie z Reutlingen grał 3 lata i w ostatnim sezonie gry wywalczył awans do 2. Bundesligi. Odszedł jednak z klubu i na sezon 2000/2001 trafił do FC Augsburg z Oberligi, zagrał w nim 9 meczów w lidze i po sezonie zakończył piłkarską karierę w wieku 28 lat.

## Kariera reprezentacyjna
W 1996 roku Obafemi był członkiem olimpijskiej reprezentacji Nigerii na igrzyska olimpijskie w Atlancie. Z Nigerią wywalczył złoty medal olimpijski, ale udział miał niewielki, gdyż zagrał tylko 47 minut w meczu grupowym z Brazylią. W pierwszej reprezentacji Obafemi nigdy nie grał.